# Ypiranga FC (Erechim)

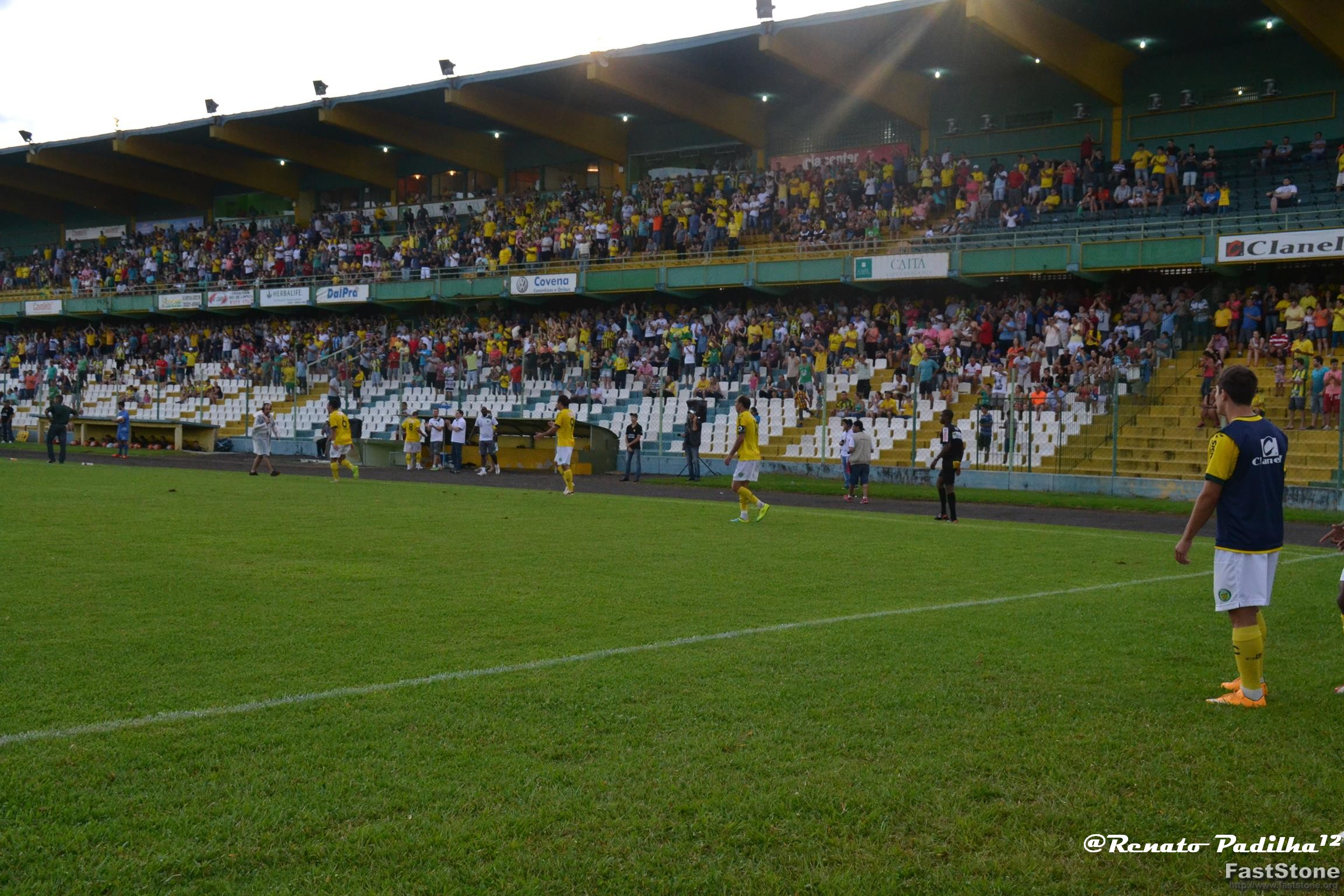
Stadion Colosso da Lagoa

Ypiranga Futebol Clube, bekannt als Ypiranga de Erechim, ist ein Fußballverein aus Erechim, einer knapp 100.000 Einwohner zählenden Stadt im Norden des südbrasilianischen Bundesstaates Rio Grande do Sul, der am 18. August 1924 gegründet wurde. Die Kampfmannschaft der Canarinhos, wie sie wegen ihrer gelben Trikots genannt werden, spielt seit 2016 ununterbrochen in der Série C, der dritthöchsten nationalen Spielklasse. Größter Erfolg des Vereins war bislang die Vizemeisterschaft von 2022 beim Campeonato Gaúcho, der Staatsmeisterschaft von Rio Grande do Sul.

## Geschichte
Nachdem der Verein anfänglich nur lokal reüssiert und zwischen 1928 und 1953 sieben Mal die Stadtmeisterschaft von Erechim gewonnen hatte, gelang der erste größere Erfolg 1950 mit dem Gewinn der Amateurmeisterschaft des Bundesstaates. 1965 beteiligte sich der Verein erstmals an der Staatsmeisterschaft von Rio Grande do Sul, als er in die zweite Liga aufgenommen wurde. 1968 erfolgte zum ersten Mal der Aufstieg in die erste Staatsliga. Seither spielte Ypiranga 20 Saisonen in der zweiten und 31 Saisonen in der ersten Liga (Stand 2024). Größter Erfolg war die Vizemeisterschaft von 2022, als sich Ypiranga in den Finalspielen mit 0:1 und 1:2 gegen Grêmio Porto Alegre geschlagen geben musste.
National trat der Verein erstmals 1995 in Erscheinung, als er sich für die Série C, die dritte Liga, qualifizierte. 2009 kam es bei der Erstausspielung der viertklassigen Série D zum zweiten Auftritt im nationalen Fußball. Für die Saison 2015 konnte sich Ypiranga erneut für die Série D qualifizieren. Als Vierter im Endklassement gelang der Aufstieg in die dritte Liga, in der sich der Verein bislang (Stand 2024) behaupten konnte. Beste Platzierung war der fünfte Platz 2021. Am nationalen Pokalwettbewerb, der Copa do Brasil, nahm Ypiranga seit 2010 acht Mal Teil, wobei zweimal die dritte Runde erreicht wurde.

## Erfolge
- Staatsmeisterschaft von Rio Grande do Sul: Vizemeister 2022
- Campeonato Gaúcho Série A2: 1967, 1989, 2008, 2014, 2019
- Hinterlandmeisterschaft von Rio Grande do Sul: 2009, 2023
- Amateurmeisterschaft von Rio Grande do Sul: 1950
- Stadtmeisterschaft von Erechim: 1928, 1945, 1949, 1950, 1951, 1952, 1953

## Stadion
Seine Heimspiele trägt der Verein im vereinseigenen Estádio Olímpico Colosso da Lagoa in Erechim aus. Das 1970 erbaute Stadion hatte ursprünglich ein Fassungsvermögen von 30.000 Personen. Nach Umbauten, bei denen unter anderem auch 2000 Sitze aus dem Estádio Beira-Rio in Porto Alegre eingebaut wurden, die dort wegen der Umgestaltung dieses Stadions für die Weltmeisterschaft von 2014 überzählig wurden, passen nurmehr 22.000 Zuseher in das Colosso da Lagoa.
Beim Eröffnungsspiel am 2. September 1970, das der Santos FC mit 2:0 gegen Grêmio Porto Alegre gewann, erzielte der Weltstar Pelé den ersten Treffer. Die Rekordkulisse der Stadiongeschichte ereignete sich am 18. August 1974, als 25.000 Zuschauher dem Spiel um die Staatsmeisterschaft zwischen Ypiranga und dem SC Internacional aus Porto Alegre beiwohnten, das die Gäste mit 2:0 gewannen. Heutzutage ist der Besuch üblicherweise nur recht spärlich. In der Regel hat Ypiranga einen Zuschauerschnitt von unter 2000 und gelegentlich kommt sogar nur eine zweistellige Anzahl von Besuchern ins Stadion.
Koordinaten: 27° 39′ 3,6″ S, 52° 15′ 54,1″ W

## Ehemalige Spieler
Bekanntester Spieler der Vereinsgeschichte ist wohl Aílton, der 2004 mit dem SV Werder Bremen Deutscher Meister, Pokalsieger und Torschützenkönig der Bundesliga sowie als erster Nichtdeutscher zum Fußballer des Jahres in Deutschland wurde. Er begann seine Laufbahn 1993 beim Verein. Mit Marcelinho, der sich gegen Ende seiner Karriere Ypiranga anschloss, spielte 2016 ein weiterer ehemaliger Bundesliga-Recke – er trat für Hertha BSC und den VfL Wolfsburg an – für die Canarinhos.
 Aílton (1993–94)
 Gilberto Barbosa (2015)
 Fábio Rochemback (2014, Nationalspieler, vorher u. a. FC Barcelona, Sporting Lissabon)
 Marcelinho (2016)
 Guilherme Parede (2017)
 Preto, (2017, von 2000 bis 2002 bei TSV Schwieberdingen und Stuttgarter Kickers)

## Ehemalige Trainer
Tite (1. Mai 1996 – 31. Dezember 1996)